# Televisió Digital Terrestre a Espanya
La Televisió Digital Terrestre (TDT) és el sistema vigent actualment a l'estat espanyol per a la difusió de la televisió.

## La TDT
L'any 2000 va entrar en funcionament la primera plataforma comercial de Televisió Digital Terrestre (TDT) a Espanya, Quiero TV, plataforma de pagament que no va assolir la rendibilitat esperada i va cessar les seves emissions el 30 de juny de 2002. El 30 de novembre de 2005 es va produir el rellançament del sistema.
La TDT permet una millora en la qualitat de la recepció i amplia l'oferta disponible tant en nombre de canals com en versatilitat del sistema: emissió amb so envoltant, múltiples pistes d'àudio, teletext, EPG (guia electrònica de programes), canals de ràdio, serveis interactius, imatge panoràmica, etc. A mitjà termini el sistema de televisió analògica desapareixerà completament alliberant freqüències que permetran augmentar l'oferta de canals, la seva qualitat i altres serveis en TDT.

## Crítica
Actualment a Espanya el nou sistema no aporta tots els avantatges de la televisió digital: les emissions no tenen una qualitat tan bona com la que es podria obtenir en usar massa compressió de vídeo, no s'emet en so 5.1, es margina el format panoràmic fins i tot en els programes que són 16:9 (malgrat que el descodificador s'encarrega d'adaptar el format al de la pantalla que tingui connectada), la majoria de canals que només emeten en digital no aporten continguts nous (normalment són reedicions o telebotiga). Algunes televisions autonòmiques i locals en són una excepció: esMadridtv emet tota la seva programació en panoràmic (16:9), Maresme Digital també, Aragón TV a partir del 6 de juny.
Malgrat el seu caràcter gratuït a Espanya, moltes de les instal·lacions d'antena dels usuaris necessiten una adaptació i els receptors de televisió que no tenen un descodificador integrat en necessiten un d'extern.

## Ràdio
El sistema de ràdio digital DAB també va començar les seves emissions regulars el 2000 però no ha tingut un gran ressò a Espanya. També hi ha emissores de ràdio que emeten a través de TDT i que es reben, en la majoria dels casos, amb el mateix descodificador que s'usa per a la televisió.